# Gīāh Darvān
Gīāh Darvān (persiska: گیاه دروان, Gīāh Dowrān, گيّاه دُوران, گياه دُوران) är en ort i Iran.   Den ligger i provinsen Västazarbaijan, i den nordvästra delen av landet, 500 km väster om huvudstaden Teheran. Gīāh Darvān ligger 1 600 meter över havet och antalet invånare är 225.
Terrängen runt Gīāh Darvān är kuperad. Runt Gīāh Darvān är det ganska tätbefolkat, med 60 invånare per kvadratkilometer. Närmaste större samhälle är Mahabad, 12,7 km norr om Gīāh Darvān. Trakten runt Gīāh Darvān består i huvudsak av gräsmarker.